# Maurice Joly

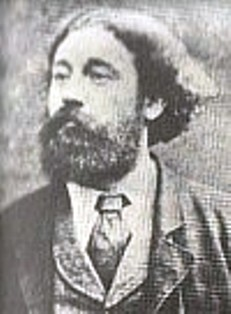
Maurice Joly

Maurice Joly (* 1829 (nach anderen Quellen 1821 oder 1831) in Lons-le-Saunier; † 16. Juli 1878 in Paris) war ein französischer Anwalt und Schriftsteller. Sein Hauptwerk war das Buch Gespräche in der Unterwelt, ein Streitgespräch zwischen Machiavelli und Montesquieu, das als Anklage gegen Napoléon III. gemeint war und das Joly 15 Monate Gefängnis einbrachte. Bestimmte Partien, nicht aber die Grundaussage des Buches, dienten später als Vorlage für die antisemitische Fälschung Protokolle der Weisen von Zion.

## Leben
Joly wurde vermutlich 1829 in Lons-le-Saunier als Kind eines französischen Vaters und einer italienischen Mutter geboren. Sein Jurastudium brach er 1849 ab und ging nach Paris, wo er zehn Jahre lang im Staatsministerium arbeitete. 1859 beendete er erfolgreich sein Studium und wurde bei der Pariser Anwaltskammer zugelassen. Kurzzeitig gehörte er auch der Nationalversammlung an. Er war Sekretär von Mathilde Bonaparte, galt als einer der „eifrigsten und am meisten gehörten Redner“ öffentlicher Versammlungen.
Nachdem sich Napoleon III. 1852 zum Kaiser gekrönt hatte, gehörte Joly zu seinen Kritikern und veröffentlichte eine Vielzahl satirischer Aufsätze, die Napoleon III. als rücksichtslosen Despoten darstellten. 1861 veröffentlichte er das Buch César für das er eine kurze Zeit ins Gefängnis musste. 1864 folgte sein bekanntestes Werk, Gespräche in der Unterwelt zwischen Machiavelli und Montesquieu (Dialogue aux enfers entre Machiavel et Montesquieu), für das Joly zu 15 Monaten Haft und einer Geldstrafe von 200 Francs verurteilt wurde.
Während dieser Zeit schrieb er das Handbuch des Aufsteigers. Nach seiner Freilassung 1870 veröffentlichte er seine Autobiographie, trat einer Widerstandsbewegung bei und wurde wiederholt verhaftet und zu einer Gefängnisstrafe verurteilt. Infolge des Deutsch-Französischen Krieges musste Napoleon III. 1871 abdanken. Bis 1872 arbeitete Joly für eine politische Zeitschrift, im selben Jahr veröffentlichte er das Buch Die Hungrigen. 1878 wurde er tot aufgefunden, man geht davon aus, dass er Suizid begangen hatte.

## Gespräche in der Unterwelt zwischen Machiavelli und Montesquieu
Bekannt wurde Joly durch sein Werk Gespräche in der Unterwelt zwischen Machiavelli und Montesquieu, mit dem er die politischen Ambitionen Napoleons III. attackierte.
In diesem Werk nutzte Joly das Stilmittel eines Dialoges zwischen zwei historischen Charakteren, die sich in der Hölle unterhalten. Dabei treffen beider Grundüberzeugungen aufeinander. Montesquieu argumentiert dabei im Sinne des Liberalismus, Niccolò Machiavelli dagegen vertritt den amoralischen, zynischen Despotismus, den er in seiner Abhandlung Der Fürst beschrieb. Um sein Land in Ruhe und Frieden zu führen, müssen einem Fürsten alle Mittel recht sein. Damit zieht Joly indirekt eine Verbindung zwischen Machiavelli und Napoleon III., der sich nach den von Machiavelli formulierten Maximen für einen nach Erfolg und Macht strebenden Politiker verhielt.
Da Joly als Kritiker des Kaisers bekannt war, wurde das Werk 1864 anonym in Brüssel veröffentlicht und nach Frankreich geschmuggelt. Aber bereits beim Grenzübertritt wurden die Bücher von der Polizei beschlagnahmt und die Spur zum Autor zurückverfolgt. Joly wurde verhaftet und am 25. April 1865 wegen Verleumdung des Kaisers zu 15 Monaten Gefängnis verurteilt, die er im Gefängnis Sainte-Pélagie in Paris absaß; seine Bücher wurden konfisziert.
Der Autor und Fälscher der Protokolle der Weisen von Zion, die auf den Gesprächen in der Unterwelt basieren, ist nicht genau bekannt. Viele Experten haben ihn bisher in den Kreisen der zaristischen Geheimpolizei Ochrana vermutet. Besonders Pjotr Iwanowitsch Ratschkowski (1853–1910), Leiter der Abteilung für Auslandsfragen in Paris, und sein Assistent Matwei Golowinski (1865–1920) stehen im Verdacht, die Protokolle verfasst zu haben, um damit Zar Nikolaus II. von der Schädlichkeit des Liberalismus zu überzeugen. Forschungen jüngeren Datums verweisen allerdings eher auf mehrere Urheber als auf einen einzelnen Autor. Dies legt die Entstehungsgeschichte der Protokolle nahe, wie die Rekonstruktion des Urtextes auf der Grundlage der verschiedenen frühen russischen Textvarianten durch den italienischen Literaturwissenschaftler Cesare De Michelis ergibt. Für die Fälschung dienten unter anderem Jolys Die Gespräche als Vorlage, wobei Machiavellis Thesen als vermeintlich jüdische Programmatik dargestellt wurde. Im Originaltext, einem Buch mit aufklärerischer Tendenz, finden sich dagegen keinerlei Belege für antisemitische Thesen. Trotz ihres längst bekannten Ursprungs sind die „Protokolle“ bei Antisemiten und Feinden des Staates Israel heute unvermindert populär.
Wie neuere Forschungen zeigen, hat auch Joly selbst bei der Formulierung der Dialoge deutliche Anleihen bei Eugène Sues Kolportageroman Les Mystères du Peuple genommen.

## Werke (Auswahl)
- Dialogue aux Enfers entre Machiavel et Montesquieu ou la politique de Machiavel au XIXè siècle, par un contemporain, Mertens, Brüssel 1864,
  - erste deutschsprachige Ausgabe: Gespräche in der Unterwelt zwischen Macchiavelli und Montesquieu, Richard Meiner Verlag, Hamburg, 1948
  - gekürzte Lizenzausgabe: Macht contra Vernunft (mit einem Vorwort von Joachim Christian Horn), Deutscher Taschenbuch Verlag, 1968
  - Neuauflage der Ausgabe von 1948: Macht und Recht, Machiavelli contra Montesquieu. Gespräche in der Unterwelt (mit einem Vorwort von Herbert Weichmann, aus dem Französischen von Hans Leisegang), Meiner, Hamburg 1979 (Nachdruck dieser Ausgabe 2016)
  - Neuauflage: Ein Streit in der Hölle. Gespräche zwischen Machiavelli und Montesquieu über Macht und Recht (aus dem Französischen von Hans Leisegang), Eichborn, Frankfurt am Main 1990, Reihe Die Andere Bibliothek, ISBN 3-8218-4273-3
- Son passé, son programme. Par lui-même. Lacroix, Verboeckhoven et Ce, Paris 1870 (Autobiographie von Joly in Französisch nach einem  Exemplar der Bibl. Nat. in Paris (PDF; 4,8 MB), erhalten bei den Akten des Berner Prozesses zu den Protokollen der Weisen von Zion, Bern 1935, heute im Staatsarchiv des Kt. Bern).
- Recherches sur l'art de parvenir. Amyot, Paris 1868.
  - deutschsprachige Ausgabe: Das Handbuch des Aufsteigers (aus dem Französischen von Hans Thill), Eichborn, Frankfurt am Main 2001, Reihe Die Andere Bibliothek, ISBN 3-8218-4194-X